# 兵庫県立淡路高等学校

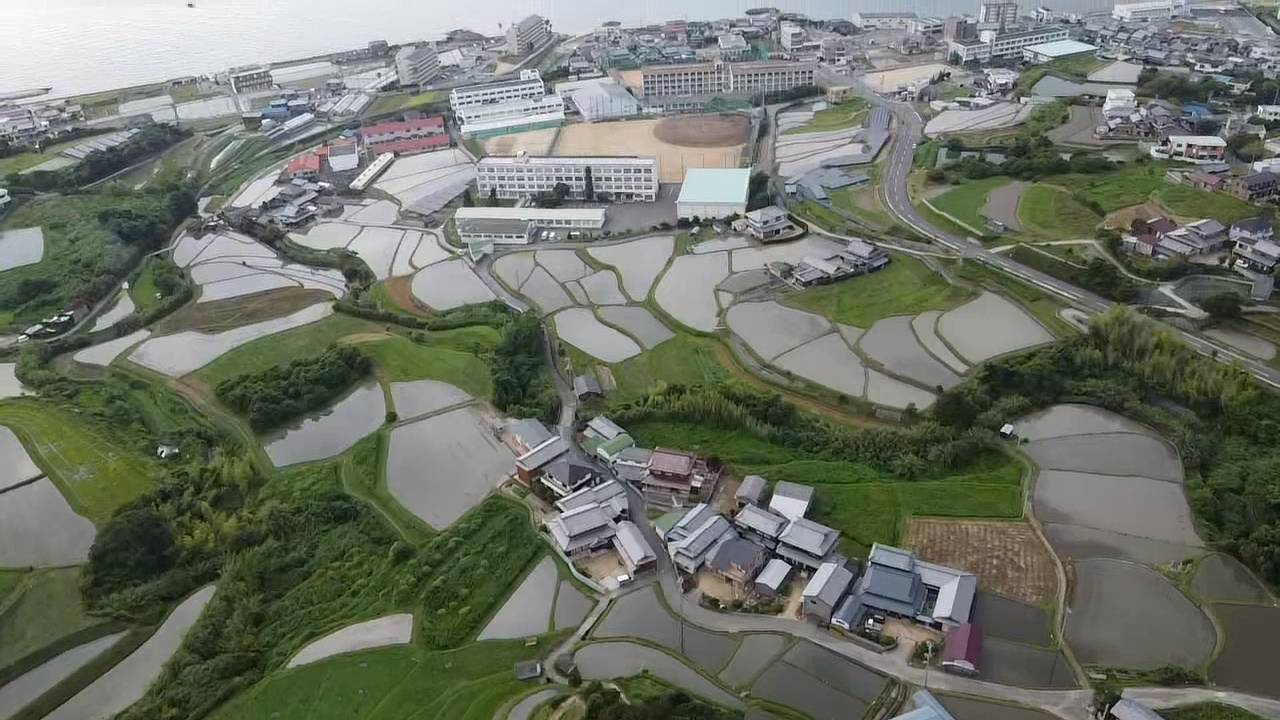
東に約1㎞には、石田の棚田が広がる。写真上部中央が同校。

兵庫県立淡路高等学校（ひょうごけんりつ あわじこうとうがっこう）は、兵庫県淡路市富島（としま）に所在する公立の高等学校。
2011年3月まで淡路市郡家（旧一宮町）に家政科を有する兵庫県立淡路高等学校一宮校があった。愛称・略称は「淡高」（あわこう）。

## 特徴
- 総合学科をもつ島内唯一の学校として、地元淡路市から多くの生徒が通学している他、淡路市以外からも高速バスなどを利用して通学している生徒もいる。
- 総合学科改編以前は「淡路農業高等学校」と呼ばれており、現在でも選択科目として多くの農業系の授業を行っている。

## 沿革
- 1923年 - 浅野村に津名郡野島村・仁井村・富島村・浅野村・育波村・室津村6ヶ村組合立津名郡北淡実業学校として設立
- 1925年 - 兵庫県淡路実業学校と改称
- 1931年 - 県立移管　兵庫県立淡路実業学校と改称
- 1948年 - 学制改革　兵庫県立淡路農業高等学校と改称
- 1962年 - 一宮分校を全日制課程に移行
- 1981年 - 五色分校を閉校
- 1982年 - 津名分校を閉校（跡地は津名スポーツセンターとして活用）
- 1990年 - 一宮分校生活科を家政科に変更
- 1998年 - 農業科、食品加工科、生活科、普通科の生徒募集を停止。総合学科を設置し、兵庫県立淡路高等学校と改称
- 2001年 - 一宮分校を一宮校と改称
- 2003年 - 創立80周年記念式典挙行
- 2008年 - 新校舎に移行
- 2011年 - 一宮校を閉校

この学校も淡路島島内にある他の学校のように、かつては島内に分校を多数抱えていた。過去には生穂、仮屋（淡路市）、鮎原（洲本市）の各分校を設置していたが、生穂・鮎原は廃校、仮屋は兵庫県立洲本実業高等学校東浦校へ所属替えを行い2011年に閉校した。

## アクセス
- 高速バス北淡路西海岸ライン（神姫バス・本四海峡バス）　淡路高校前下車
- コミュニティバス淡路市生活観光バス路線　淡路高校前または淡路高校正門前下車
- 淡路交通福良方面より高速バス舞子・福良線（北淡ICでコミュニティバスに乗り換えまたは淡路高校直行便）　淡路高校前下車

## その他
- 本校北に隣接している北淡町立北淡東中学校が2005年3月で廃校となったため、そのグラウンドを第二グラウンドとして活用中である。
- 現在の兵庫県立洲本高等学校の前身である兵庫県立淡路高等女学校が学制改革に伴って1948年4月1日から8月31日までの間の短期間「兵庫県立淡路高等学校」という校名であった。